# Isabel Ellie Knaggs
Isabel Ellie Knagss (2 tháng 8 năm 1893 - 29 tháng 11 năm 1980) là một nhà nghiên cứu tinh thể học gốc Nam Phi. Cô được giáo dục và làm việc tại Vương quốc Anh. Cô đã làm việc với Kathleen Lonsdale về cấu trúc tinh thể của benzil.

## Tuổi thơ và giáo dục ban đầu
Knagss được sinh ra ở Durban. Cô có thể đã tham dự một trường mẫu giáo Froebel ở Hampstead. Cô theo học trường đại học Bắc Luân Đôn và sau đó theo học tại trường Bedford College, London. Năm 1913 Knagss gia nhập Girton College tại Đại học Cambridge để nghiên cứu hóa học. Cô đã nghiên cứu với William Pope về việc xác định cấu trúc tinh thể. Arthur Hutchinson bổ nhiệm cô làm trợ lý nghiên cứu. Cô được bầu làm thành viên của Hiệp hội Địa chất Luân Đôn năm 1921. Bà đã hoàn thành bằng tiến sĩ, Mối liên hệ giữa cấu trúc tinh thể và cấu trúc của các hợp chất carbon, với tài liệu tham khảo đặc biệt về các sản phẩm thay thế đơn giản của khí mêtan, vào năm 1923 tại Đại học Hoàng gia Luân Đôn. Trong thời gian làm Tiến sĩ, Knagss vẫn là người chuyên nghiên cứu về địa chất tại Bedford College, London.

## Nghiên cứu
Năm 1925, cô được trao học bổng Hertha Ayrton hai năm để gia nhập Viện Hoàng gia. Knagss đã làm việc với William Henry Bragg và Kathleen Lonsdale. Cô nghiên cứu sự phản xạ khuếch tán của tia X từ các tinh thể đơn. Cô đảm bảo một vị trí cơ hữu của trường vào năm 1927. Cô đã xác định cấu trúc tinh thể của cyanide triazide.
Knagss đồng tác giả của cuốn sách Bảng cấu trúc tinh thể hình khối với Berta Karlik và Constance Elam vào năm 1932. Cô đóng vai trò như một cố vấn cho Burroughs Wellcome (nay là GlaxoSmithKline). Khi nghỉ hưu, Knagss được bầu làm nhà khoa học thăm danh dự Viện Hoàng gia.